# Calobate radieux
Carpococcyx radiceus
Espèce
Statut de conservation UICN

 VU A2c+3c+4c : Vulnérable
Synonymes
- Carpococcyx radiatus

Le Calobate radieux (Carpococcyx radiceus) est une espèce d'oiseaux de la famille des Cuculidae, endémique de l'île de Bornéo.
C'est une espèce monotypique (non subdivisée en sous-espèces).